# U19-världsmästerskapet i handboll för herrar
U19-världsmästerskapet i handboll för herrar (eller U19-VM, UVM) är en handbollsturnering för U19-landslag på herrsidan. Turneringen spelas vartannat år, med början 2005.

## Medaljörer
| År   | Värdnation     | Final                      | Final                                   | Final         | Match om tredjepris | Match om tredjepris                     | Match om tredjepris |
| År   | Värdnation     | Vinnare                    | Resultat                                | Tvåa          | Trea                | Resultat                                | Fyra                |
| ---- | -------------- | -------------------------- | --------------------------------------- | ------------- | ------------------- | --------------------------------------- | ------------------- |
| 2005 | Qatar          | Serbien och Montenegro U19 | 39–23                                   | Sydkorea U19  | Kroatien U19        | 32–31                                   | Danmark U19         |
| 2007 | Bahrain        | Danmark U19                | 27–26                                   | Kroatien U19  | Sverige U19         | 34–27                                   | Argentina U19       |
| 2009 | Tunisien       | Kroatien U19               | 40–35                                   | Island U19    | Sverige U19         | 30–27                                   | Tunisien U19        |
| 2011 | Argentina      | Danmark U19                | 24–22                                   | Spanien U19   | Sverige U19         | 28–24                                   | Frankrike U19       |
| 2013 | Ungern         | Danmark U19                | 32–26                                   | Kroatien U19  | Tyskland U19        | 29–23                                   | Spanien U19         |
| 2015 | Ryssland       | Frankrike U19              | 33–26                                   | Slovenien U19 | Island U19          | 26–22                                   | Spanien U19         |
| 2017 | Georgien       | Frankrike U19              | 28–25                                   | Spanien U19   | Danmark U19         | 30–29                                   | Kroatien U19        |
| 2019 | Nordmakedonien | Egypten U19                | 35–28                                   | Tyskland U19  | Danmark U19         | 35–27                                   | Portugal U19        |
| 2021 | Grekland       |                            | Inställt på grund av Covid-19-pandemin. |               |                     | Inställt på grund av Covid-19-pandemin. |                     |
| 2023 | Kroatien       | Spanien U19                | 28–23                                   | Danmark U19   | Kroatien U19        | 39–37                                   | Egypten U19         |
| 2025 | Slovenien      |                            |                                         |               |                     |                                         |                     |

## Medaljranking
| Pl.    | Nation                     | Guld | Silver | Brons | Totalt |
| ------ | -------------------------- | ---- | ------ | ----- | ------ |
| 1      | Danmark U19                | 3    | 1      | 2     | 6      |
| 2      | Frankrike U19              | 2    | 0      | 0     | 2      |
| 3      | Kroatien U19               | 1    | 2      | 2     | 5      |
| 4      | Spanien U19                | 1    | 2      | 0     | 3      |
| 5      | Egypten U19                | 1    | 0      | 0     | 1      |
| 5      | Serbien och Montenegro U19 | 1    | 0      | 0     | 1      |
| 7      | Island U19                 | 0    | 1      | 1     | 2      |
| 7      | Tyskland U19               | 0    | 1      | 1     | 2      |
| 9      | Slovenien U19              | 0    | 1      | 0     | 1      |
| 9      | Sydkorea U19               | 0    | 1      | 0     | 1      |
| 11     | Sverige U19                | 0    | 0      | 3     | 3      |
| Totalt | Totalt                     | 9    | 9      | 9     | 27     |